# Зимові Олімпійські ігри 2002
Зимові Олімпійські ігри 2002 або XIX Зимові Олімпійські ігри — міжнародне спортивне змагання із зимових видів спорту, яке проходило під егідою Міжнародного олімпійського комітету у місті Солт-Лейк-Сіті, США з 8 лютого по 24 лютого 2002 року.

## Змагання
Проведення змагань з 15 зимових видів спорту було оголошено в рамках зимових Олімпійських ігор 2002 року. Вісім видів належать до льодових: бобслей, санний спорт, скелетон, хокей з шайбою, фігурне катання, ковзанярський спорт, шорт-трек і керлінг, а решту лижні змагання: гірськолижний спорт, сноубординг, фрістайл, біатлон, лижні перегони, стрибки з трампліна та лижне двоборство.
| - Гірськолижний спорт - Біатлон - Бобслей - Лижні перегони | - Керлінг - Фігурне катання - Фрістайл - Хокей з шайбою | - Санний спорт - Лижне двоборство - Шорт-трек - Скелетон | - Стрибки з трампліна - Сноубординг - Ковзанярський спорт |

## Учасники
| - Андорра (3) - Аргентина (11) - Вірменія (9) - Австралія (27) - Австрія (90) - Азербайджан (4) - Білорусь (64) - Бельгія (6) - Бермудські Острови (1) - Боснія і Герцеговина (2) - Бразилія (10) - Болгарія (23) - Камерун (1) - Канада (150) - Чилі (6) - Китайський Тайбей (6) - Китай (66) - Коста-Рика (1) - Хорватія (14) - Кіпр (1) - Чехія (76) - Данія (11) - Естонія (17) - Фіджі (1) - Фінляндія (98) - Франція (114) - Грузія (4) - Німеччина (157) - Велика Британія (49) - Греція (10) - Гонконг (2) - Угорщина (25) - Індія (1) - Іран (2) - Ірландія (6) - Ісландія (6) - Ізраїль (5) - Італія (112) - Ямайка (2) - Японія (103) - Казахстан (50) - Кенія (1) - Південна Корея (48) - Киргизстан (2) - Латвія (47) - Ліван (2) - Ліхтенштейн (8) - Литва (8) - Македонія (2) - Мексика (3) - Молдова (5) - Монако (5) - Монголія (4) - Непал (1) - Нідерланди (27) - Нова Зеландія (10) - Норвегія (77) - Польща (27) - Пуерто-Рико (2) - Румунія (21) - Росія (151) - Сан-Марино (1) - Словаччина (49) - Словенія (40) - Південно-Африканська Республіка (1) - Іспанія (7) - Швеція (102) - Швейцарія (110) - Таджикистан (1) - Тайланд (1) - Тринідад і Тобаго (2) - Туреччина (3) - Україна (68) - США (202) - Узбекистан (6) - Венесуела (4) - Віргінські Острови (8) - СР Югославія (6) |

### Україна на іграх
Українська команда на іграх в Солт-Лейк-Сіті складалася з 68 спортсменів, 46 чоловіків, 22 жінок. Прапороносцем збірної України була Олена Петрова. На цих іграх українська команда не здобула жодної медалі.

## Медальний залік
Топ-10 неофіційного національного медального заліку:
| Місце | Країна     | Золото | Срібло | Бронза | Загалом |
| ----- | ---------- | ------ | ------ | ------ | ------- |
| 1     | Норвегія   | 13     | 5      | 7      | 25      |
| 2     | Німеччина  | 12     | 16     | 8      | 36      |
| 3     | США        | 10     | 13     | 11     | 34      |
| 4     | Канада     | 7      | 3      | 7      | 17      |
| 5     | Росія      | 5      | 4      | 4      | 13      |
| 6     | Франція    | 4      | 5      | 2      | 11      |
| 7     | Італія     | 4      | 4      | 5      | 13      |
| 8     | Фінляндія  | 4      | 2      | 1      | 7       |
| 9     | Нідерланди | 3      | 5      | 0      | 8       |
| 10    | Австрія    | 3      | 4      | 10     | 17      |

## Витрати США на проведення Зимових Олімпійських ігор 2002
За даними ради міжнародних відносин США, офіційний бюджет Зимових Олімпійських ігор 2002 становить 2.9 мільярди доларів США.